# Славка Атанасијевић
Славка (Алојзија) Атанасијевић (Осијек, 2. новембар 1850. — Беч, децембар 1897) била је српска пијанисткиња и композиторка.

## Биографија
Породица Атанасијевић је цинцарског порекла и била је у сродству с породицом Карамата из Земуна. Славка је кћерка осјечког лекара и културног радника Василија Атанасијевића (Бешеново, Срем, 1795 – Осијек, 1877), сарадника и пријатеља Вука Караџића. Мајка Персида пл. Дука била је из Арада. Сестра Марија (Осијек, 1842 – Сомбор, 1891), удата Веселиновић, била је сликарка. Славка и Марија су имале још три брата и две сестре. Сви су били образовани.
Од детињства је стицала опште и музичко образовање под очевим надзором. Учила је углавном приватно, код цењених осјечких педагога: природне науке код др Живка Вукасовића (1829–1874), зоолога и ентомолога, редовног члана Југославенске академије знаности и умјетности, цртање код сликара Хуга Конрада фон Хецендорфа (1807–1869) и др. Поред матерњег, говорила је немачки, француски и мађарски језик. 
Музику је учила приватно у Осијеку: соло певање код Ивана Непомука Хумла (1820–1896), виолину код Теодора Махулке (1848–1920), хоровође Хрватског певачког друштва Липа, а клавир код Ђуре Тришлера. Усавршавање у клавиру продужила је самостално и на студијама у Бечу. Била је изванредан аутодидакт, те је композицију савладала преко познатог уџбеника Адолфа Бернхарда Маркса (1795–1866), Наука о музичкој композицији: пракса и теорија (Die Lehre von der musikalischen Komposition praktisch-theoretisch, I–IV, 1837–1847). 
Почела је да концертира 1874. године, на друштвеним и добротворним приредбама. Изводила је туђа, популарна, као и своја дела. Наступала је у Сомбору, Осијеку (с Хрватским певачким друштвом Липа), Новом Саду, Суботици, Загребу, Пешти, Грацу и Бечу. Свирала је и у аустријским бањама (Бад Аусе, Бад Глајхенберг, Карлзбад, Маријенбад, Бад Ишл). Из јавног живота повукла се 1882, после несрећне удаје за пољског сликара Анджеја Еугењуша Квајтковског, катастарског пристава и геометра у Босни.
Као пијанисткиња и композиторка доживела је признања оновремених педагога, уметника и критичара (Фрањо Кухач, Антун Шварц и др). Почела је да компонује још у најранијој младости. Познате су само три њене клавирске композиције. То су варијације и фантазије на народне и градске мелодије. Музичка критика и историографија запазиле су у њеним делима утицај бриљантног, виртуозног салонског стила Александра Драјшока и Франца Листа.
Њена музичка заоставштина није сачувана у целости, а налази се у архиву Хрватског певачког друштва Липа у Осијеку. У Архиву Хрватске академије знаности и умјетности у Загребу похрањена је биографска грађа коју је Фрањо Кухач прикупио за свој необјављени Biografski i muzikografski slovnik.

## Значајна дела

### Клавирске композиције
- , 40; друго издање: Наклада Краљ. Свеуч. Књижаре Фр. Жупана (Ст. Кугли), књижаре Л. Хартмана, Загреб б. г.
- 3–13, 40.
- 2–9, 40.

### Нотна издања
- Из новосадских салона. Албум салонских игара за клавир. Приредила Маријана Кокановић. Матица српска, Нови Сад 2010: „Одсјаји пролећа“ / „Reflets du printemps“ (Polka Caprice), op. 6, pp. 34–42, коментари приређивача на pp. 7, 10–11, 13, 14, 17–18, 20. и 33.

### Дискографија
- Одблесци пролећа, Polka caprice, оп. 6; На те мислим. Концертна фантазија на тему српске популарне песме, оп. 1, на компакт-диску: Српска клавирска музика. У част дама романтичне епохе, Јасмина Јанковић, клавир. Издавач: Коло српских сестара, Београд 2008; друго издање: 2011.